# ウイルデイール
ウイルデイール（1956年2月6日 - 1978年10月）は、日本の競走馬、種牡馬である。

## 経歴
第1回ワシントンDCインターナショナルを制したウィルウィンの持込馬として、1956年2月6日、北海道沙流郡門別町（当時）のマルタケ牧場にて生誕。後に大成毛織株式会社の創業者であり、中京地区の有力馬主として知られた浅野國次郎が購入し、中京競馬場の星川泉士厩舎へ入厩する。
1958年12月7日、阪神競馬場でのサラブレッド3歳新馬戦（芝 1,200メートル）にて宇田明彦騎乗でデビュー。デビュー戦は1番人気に応えて1着となる。その後京都競馬場での特別競走戦を連勝してその年のクラシック戦線の有力馬に数えられるようになる。
1959年4月5日、中山競馬場での第8回スプリングステークスで関東初登場、このレースから当時の関東地区の有力騎手であった渡邊正人に乗り替わりとなったが、6番人気で2着に入り、皐月賞の出走権を得る。
1959年4月19日、第19回皐月賞に出走、前走の内容が評価されて2番人気に支持されてのレースは、渡邊正人の好騎乗で2分3秒3のレコードタイムでの優勝。渡邊騎手は前年のタイセイホープに続いて皐月賞を連覇した。続く東京優駿トライアルのNHK杯（東京競馬場）も連勝、二冠達成の期待を担って東京優駿へコマを進める。
しかし、5月24日の第26回東京優駿では降りしきる雨の中、ドロドロの馬場に脚を取られて思うようなレースが出来ず、コマツヒカリの15着と敗れた。
ウイルデイールは東京優駿の後、3ヶ月の休養をはさんで9月20日の第7回京都杯に出走し、1着となる。だが菊花賞へは出走せず、平場オープン競走を叩いて1959年末の第9回クモハタ記念に出走し1着、年間を通じて11戦6勝と活躍したことが評価され、年度代表馬に選ばれた。
明け5歳となった1960年は、前年のクモハタ記念から僅か1週間後のアメリカジョッキークラブカップに出走（5着）、さらにその2週間後には金杯（2着）と、1ヶ月で3レースをこなすタフネスぶりを見せた。
3月6日の大阪杯に優勝し、春の目標であった天皇賞（春）に出走してクリペロの4着に入った。夏は全休した後、一戦して天皇賞（秋）に挑んだがオーテモンの3着となった。秋の天皇賞の後、有馬記念に出馬投票したが故障のため、レース直前で出走を取り消し、グランプリを走ることは出来なかった。
明け6歳となった1961年は、前年の秋の天皇賞以来、1年ぶりとなる10月28日の平場オープン競走に出走したが5着と敗れ、このレースを最後に現役を引退した。

## エピソード
- 跳びの大きな馬であったため、道悪はからっきし下手な馬だった。反面、2000mまでの距離で良馬場だと強さを遺憾なく発揮し、これらの条件が揃ったレースにおいては、60kg以上の斤量を背負ったレースでも4勝を挙げている。
- 1959年は、牝馬のガーネツトが秋の天皇賞及び有馬記念を制覇しながらも、活躍したシーズンがほぼ秋に偏っていたため、年間通じて活躍した当馬が同年の年度代表馬に選出された。

## 引退後
1962年からウイルデイールは種牡馬となり、1965年生のダテホーライ（1969年宝塚記念）、1967年生のダテテンリュウ（1970年菊花賞）というGI級の産駒を世に送り出した。
ブルードメアサイアーとしてはインターグシケン（1978年菊花賞）などを送り出した。
1978年10月に23歳で死亡した。

### 主な産駒
- ダテホーライ（1969年宝塚記念など）
- ダテテンリュウ（1970年菊花賞）
- ダテハクタカ（1969年阪神大賞典、1972年阪神障害ステークス(春)）
- キョウエイパンセ（インターグシケンの母）
- ダテロンシャン（ダイタクロンシャンの母）

## 主な勝鞍
- スプリングステークス（1959年）
- 皐月賞（1959年）
- 京都杯（1959年）
- 大阪杯（1960年）

## 血統表
| ウイルデイールの血統（ダークロナルド系／Bayardo5×5=6.25%(母内)） | ウイルデイールの血統（ダークロナルド系／Bayardo5×5=6.25%(母内)） | ウイルデイールの血統（ダークロナルド系／Bayardo5×5=6.25%(母内)） | （血統表の出典）    | （血統表の出典） |
| 父 Wilwyn 1948 鹿毛 イギリス                                     | 父の父Pink Flower 1940 鹿毛 イギリス                             | Oleander                                                         | Prunus              | Prunus           |
| 父 Wilwyn 1948 鹿毛 イギリス                                     | 父の父Pink Flower 1940 鹿毛 イギリス                             | Oleander                                                         | Orchidee            |                  |
| 父 Wilwyn 1948 鹿毛 イギリス                                     | 父の父Pink Flower 1940 鹿毛 イギリス                             | Plymstock                                                        | Polymelus           | Polymelus        |
| 父 Wilwyn 1948 鹿毛 イギリス                                     | 父の父Pink Flower 1940 鹿毛 イギリス                             | Plymstock                                                        | Winkipop            |                  |
| 父 Wilwyn 1948 鹿毛 イギリス                                     | 父の母Saracen 1943 鹿毛 イギリス                                 | Donatello                                                        | Blenheim            | Blenheim         |
| 父 Wilwyn 1948 鹿毛 イギリス                                     | 父の母Saracen 1943 鹿毛 イギリス                                 | Donatello                                                        | Delleana            |                  |
| 父 Wilwyn 1948 鹿毛 イギリス                                     | 父の母Saracen 1943 鹿毛 イギリス                                 | Lovely Rosa                                                      | Tolgus              | Tolgus           |
| 父 Wilwyn 1948 鹿毛 イギリス                                     | 父の母Saracen 1943 鹿毛 イギリス                                 | Lovely Rosa                                                      | Napoule             |                  |
| 母 *メードンスグリーン Maidens Green 1946 鹿毛 イギリス          | 母の父Straight Deal 1940 鹿毛 イギリス                           | Solario                                                          | Gainsborough        | Gainsborough     |
| 母 *メードンスグリーン Maidens Green 1946 鹿毛 イギリス          | 母の父Straight Deal 1940 鹿毛 イギリス                           | Solario                                                          | Sun Worship         |                  |
| 母 *メードンスグリーン Maidens Green 1946 鹿毛 イギリス          | 母の父Straight Deal 1940 鹿毛 イギリス                           | Good Deal                                                        | Apelle              | Apelle           |
| 母 *メードンスグリーン Maidens Green 1946 鹿毛 イギリス          | 母の父Straight Deal 1940 鹿毛 イギリス                           | Good Deal                                                        | Weeds               |                  |
| 母 *メードンスグリーン Maidens Green 1946 鹿毛 イギリス          | 母の母Windsor Lady 1934 鹿毛 アイルランド                        | Beresford                                                        | Friar Marcus        | Friar Marcus     |
| 母 *メードンスグリーン Maidens Green 1946 鹿毛 イギリス          | 母の母Windsor Lady 1934 鹿毛 アイルランド                        | Beresford                                                        | Bayberry            |                  |
| 母 *メードンスグリーン Maidens Green 1946 鹿毛 イギリス          | 母の母Windsor Lady 1934 鹿毛 アイルランド                        | Resplendent                                                      | By George!          | By George!       |
| 母 *メードンスグリーン Maidens Green 1946 鹿毛 イギリス          | 母の母Windsor Lady 1934 鹿毛 アイルランド                        | Resplendent                                                      | Sunbridge F-No.19-b |                  |

半妹に1961年の京阪杯を制したメーデンスレデイ（繁殖名ヒンヅメーデン）、1965年の阪神牝馬特別を制したシードラゴンがいる。